# Bedardi

Bedardi  est un film indien réalisé par Krishnakant Pandya sorti en 1993, il donne la vedette à Ajay Devgan et  Urmila Matondkar.

## Synopsis
Vijay et Honey tombent éperdument amoureux.

## Fiche technique
Fiche technique établie d'après IMDb.
- Titre : Bedardi
- Titre original en hindi : बेदर्दी
- Réalisation : Krishnakant Pandya
- Scénario : Devjyoti Roy
- Production : Lawrence D'Souza
- Musique : Laxmikant-Pyarelal
- Directeur de la photographie : AR Rajendran
- Pays d'origine : Inde
- Langue : hindi
- Format : couleurs
- Genre : Dramatique
- Date de sortie : 12 novembre 1993

## Distribution
Distribution établie d'après IMDb.
- Ajay Devgan : Vijay 'Viju' Saxena
- Urmila Matondkar : Honey
- Naseeruddin Shah :  Professeur Nirbhay Saxena
- Reena Roy : Preeti N. Saxena
- Kiran Kumar : Kanhaiya alias KK alias Kanya